# Larbatache
Larbatache (لربعطاش en arabe algérien, N Lervaɛṭaɛec en kabyle écrit ⵏ ⵍⵔⴱⴰⵄⵟⴰⵄⵛ en Tifinagh modernisé et anciennement Maréchal-Foch pendant la colonisation française) est une commune de la wilaya de Boumerdès, dans la daïra de Khemis El Khechna, en Algérie.

## Géographie
Larbatache est située 35 km à l'est d'Alger et à 25 km du chef-lieu de la wilaya Boumerdès.
| Khemis El Khechna | Khemis El Khechna, Ouled Moussa, El Kharrouba          | El Kharrouba |
| Khemis El Khechna | Larbatache                                             | El Kharrouba |
| Khemis El Khechna | Boukram (Wilaya de Bouira) et Tablat (Wilaya de Médéa) | El Kharrouba |

## Histoire
Portant le nom de Maréchal-Foch en l’honneur du maréchal (décembre 1929[pas clair]) Ferdinand Foch (1851-1929) durant la période de l’Algérie française, Larbatache prend son nom actuel en 1974[réf. nécessaire]. Ce toponyme provient de son oued appelé Oued arbatache (Arbatache Mokdah, ce qui signifie « quatorze gués »), décrit dans le livre Voyage dans la régence d'Alger du docteur Shaw avant la période coloniale.
Elle était considérée comme l'une des régions les plus riches de l'Algérie[réf. nécessaire] selon les articles publiés dans L'Écho d'Alger pendant les années 1950[précision nécessaire].

## Services publics et société

### Infrastructures

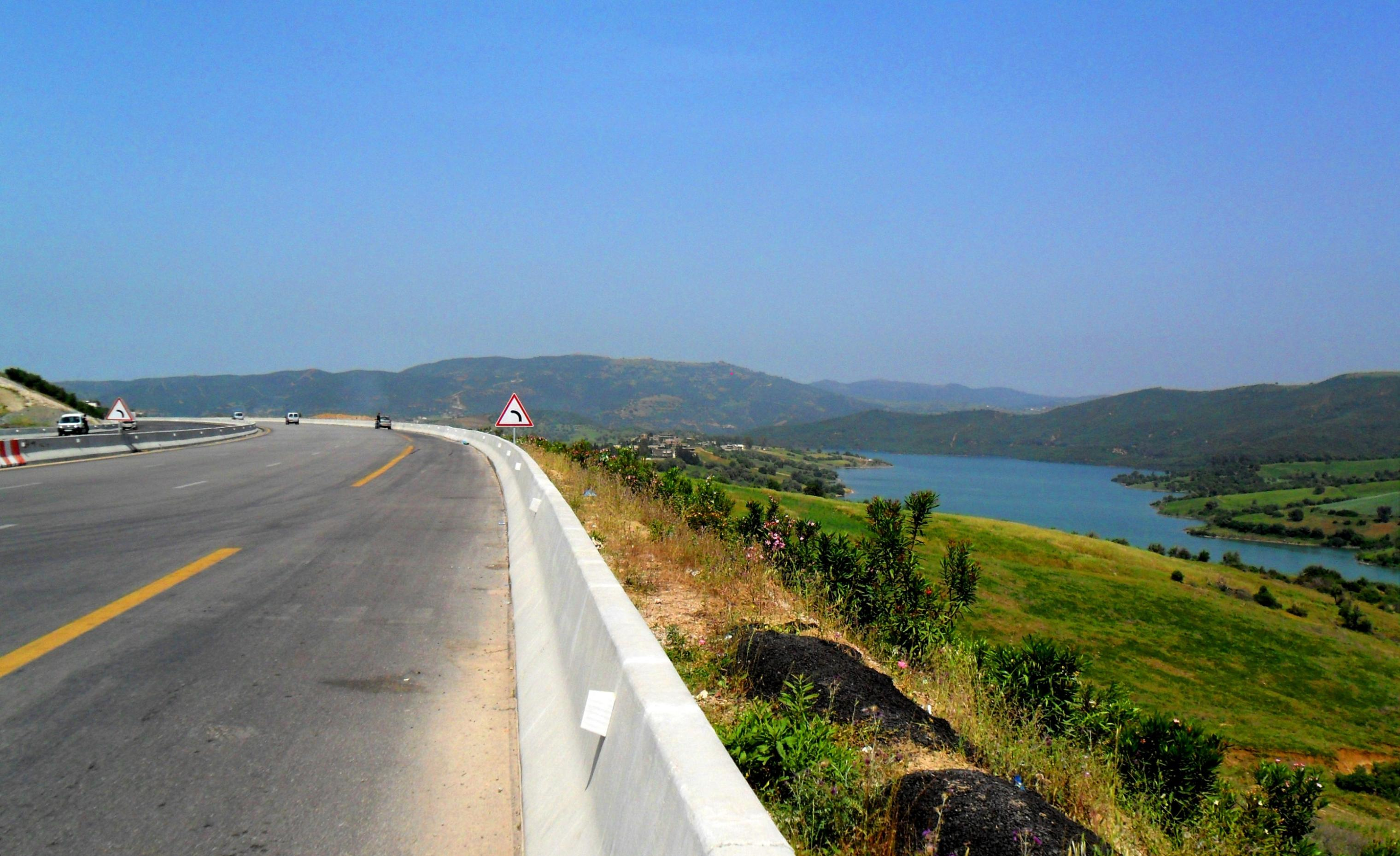
Autoroute Est-Ouest.

La commune est située dans l'arrière pays algérois en pleine montagne. Elle est restée pendant de longues années isolée et n'était desservie que par quelques routes nationales, héritage de l'époque coloniale. Mais depuis la réalisation du grand projet de l'Autoroute Est-Ouest qui la traverse, elle est devenue plus accessible.

### Santé
La ville accueille une clinique medico-chirurgicale clinique El Hilal d'une capacité de cent lits.